# Гейлсвил
Гейлсвил (на английски: Galesville) е град в северната част на Съединените американски щати, част от окръг Тремпъло в щата Уисконсин. Населението му е около 1 500 души (2010).
Разположен е на 222 метра надморска височина във Вътрешните равнини, на 10 километра североизточно от левия бряг на река Мисисипи и на 34 километра северозападно от Ла Крос. Селището е основано през 1854 година от заселника от Върмонт Джордж Гейл, чието име носи.

## Известни личности
Родени в Гейлсвил
- Никълъс Рей (1911 – 1979), режисьор